# Roland Süßmann
Roland Süßmann ist ein deutscher Tischtennisspieler. Er ist Jugend-Europameister und nahm an der Weltmeisterschaft 1959 teil.

## Werdegang
Süßmann begann mit dem Tischtennissport beim Verein TTC Wehrstedt. Hier verzeichnete er mehrere Erfolge im Jugendbereich. So wurde er 1953 in die deutsche Jugendauswahl berufen. Im Mixed mit Oda Mielenhausen wurde er 1954 deutscher Vizemeister der Jugend und 1955 deutscher Jugendmeister, wofür ihn der Tischtennis-Verband Niedersachsen mit der Silbernen Ehrennadel auszeichnete. Im gleichen Jahr gewann er bei der Jugend-Europameisterschaft in Stuttgart den Titel mit der Mannschaft und im Doppel mit Franz-Joseph Wedig.
1956 wechselte Süßmann zum VfL Bochum, den er bereits wenige Monate später Richtung TV Jahn Nürnberg verließ. Mit Nürnberg kam er 1958 in die Endrunde der deutschen Mannschaftsmeisterschaft. Von 1960 bis 1962 spielte er bei ETuS Wanne-Eickel, wonach er sich dem Verbandsligisten ETSV Witten anschloss. Seit 1963 trat er wieder mit Jahn Nürnberg in der bayerischen Landesklasse an.
1956 erreichte er bei den Landesmeisterschaften von Niedersachsen im Doppel mit Franz-Joseph Wedig das Endspiel 1959 wurde er für die Individualwettbewerbe der Weltmeisterschaft in Dortmund nominiert. Dabei gewann er im Einzel gegen den Schweden Hans Bolin und verlor danach gegen späteren Vizeweltmeister Ferenc Sidó (Ungarn). Im Doppel mit Kurt Roesmer scheiterte er in der ersten Runde an Nils Erik Svensson/Sven Erik Backlin (Schweden). Auch das Mixed mit Hertha Maier schied sofort gegen Ian Harrison/Lynn Withams aus.

## Privat
Rolands Schwestern Inge und Hanni gehörten in den 1950er Jahren auch zur Spitze Niedersachsens. Mit Inge erreichte er bei den Deutschen Meisterschaften 1956 im Mixed das Achtelfinale.

## Turnierergebnisse
| Verband | Veranstaltung                         | Jahr | Ort            | Land | Einzel     | Doppel     | Mixed      | Team |
| ------- | ------------------------------------- | ---- | -------------- | ---- | ---------- | ---------- | ---------- | ---- |
| FRG     | Jugend-Europameisterschaft (Junioren) | 1955 | Ruit-Stuttgart | FRG  |            | Gold       |            | 1    |
| FRG     | Weltmeisterschaft                     | 1959 | Dortmund       | FRG  | letzte 128 | letzte 128 | letzte 128 |      |